# Riba de Âncora
Riba de Âncora ist eine Gemeinde (Freguesia) im nordportugiesischen Kreis Caminha. In ihr leben 680 Einwohner (Stand 19. April 2021).